# ГЕС-ГАЕС Ананайґава
ГЕС-ГАЕС Ананайґава (яп. 穴内川発電所, Ананайґава хацуденшьо, Гепберн: Ananaigawa hatsudensho) — гідроакумулювальна електростанція в Японії на острові Сікоку. Розташована перед ГЕС Хіраяма (44,4 МВт) і становить верхній ступінь дериваційного гідровузла, який здійснює перекидання ресурсу між сточищами річок Йосіно (на східному узбережжі острова у місті Токушіма впадає до протоки Киї, що відділяє Сікоку від острова Хонсю) та Кокубу (завершується на південному узбережжі Сікоку).

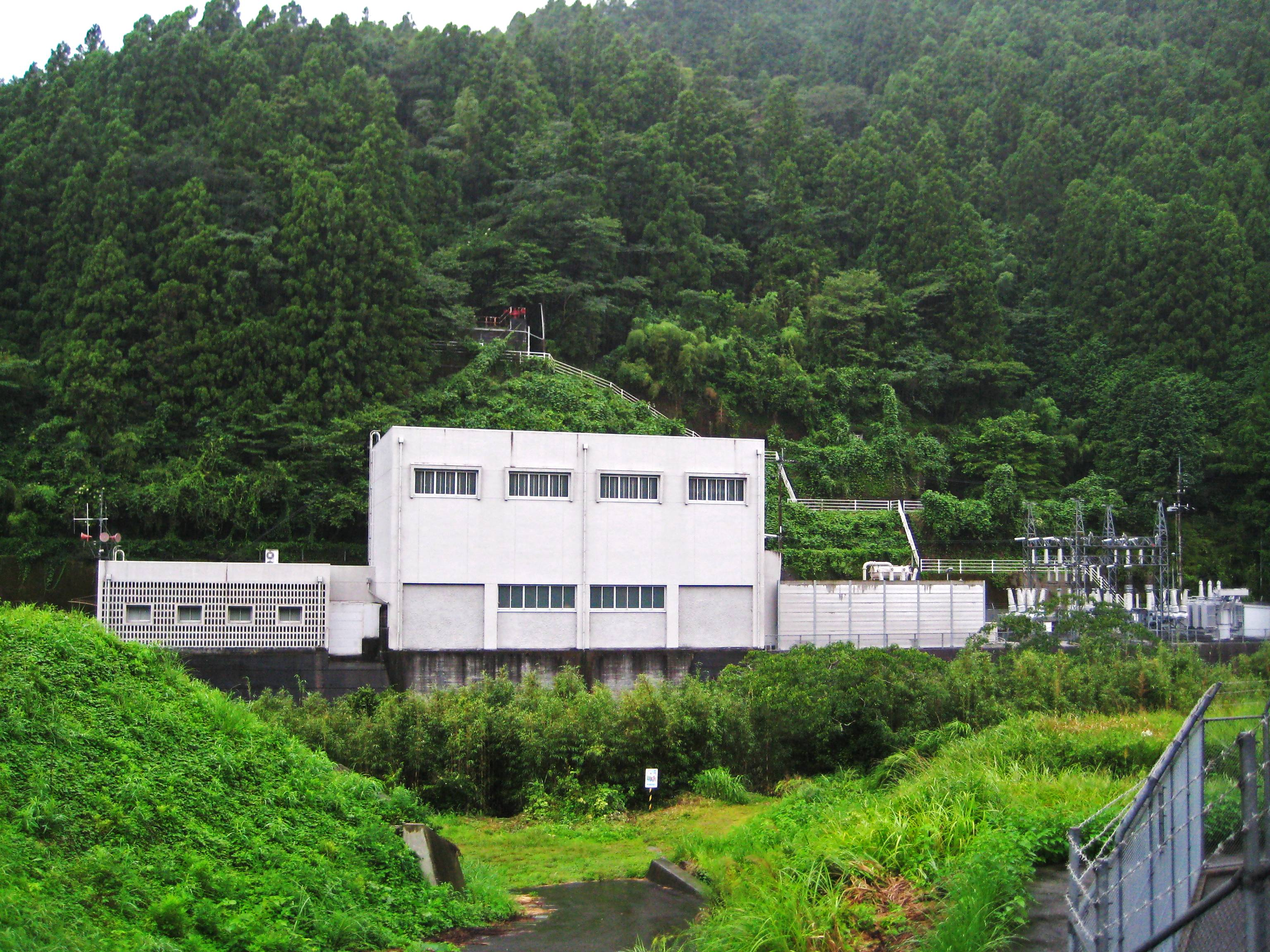
Машинний зал станції

Обидва резервуари станції розташовані на річці Ананайґава, правій притоці Йосіно. Для верхньої водойми звели бетонну гравітаційну греблю заввишки 67 метрів та завдовжки 252 метри, яка потребувала 219 тис. м3 матеріалу. Вона утримує водосховище з площею поверхні 1,95 км2 та об'ємом 46,3 млн м3 (корисний об'єм 43,3 млн м3). Значно менший нижній резервуар утримує бетонна гребля, що спрямовує ресурс до дериваційної траси ГЕС Хіраяма.
Від верхнього сховища до машинного залу прямує тунель завдовжки 1,2 км з діаметром 3,2 метра, який переходить у напірний водовід завдовжки менш ніж сотня метрів зі спадаючим діаметром від 3,2 до 2,1 метра. З'єднання із нижнім резервуаром забезпечується через тунель довжиною 0,4 км з перетином 3,5х3,5 метра. В системі також працює вирівнювальний резервуар висотою 62 метри з діаметром 13 метрів.
Основне обладнання станції становить одна оборотна турбіна типу Деріяз потужністю 13,5 МВт (номінальна потужність станції рахується як 12,5 МВт). Вона використовує напір у 70 метрів та здійснює підйом на 40 метрів.